# Cseszneky

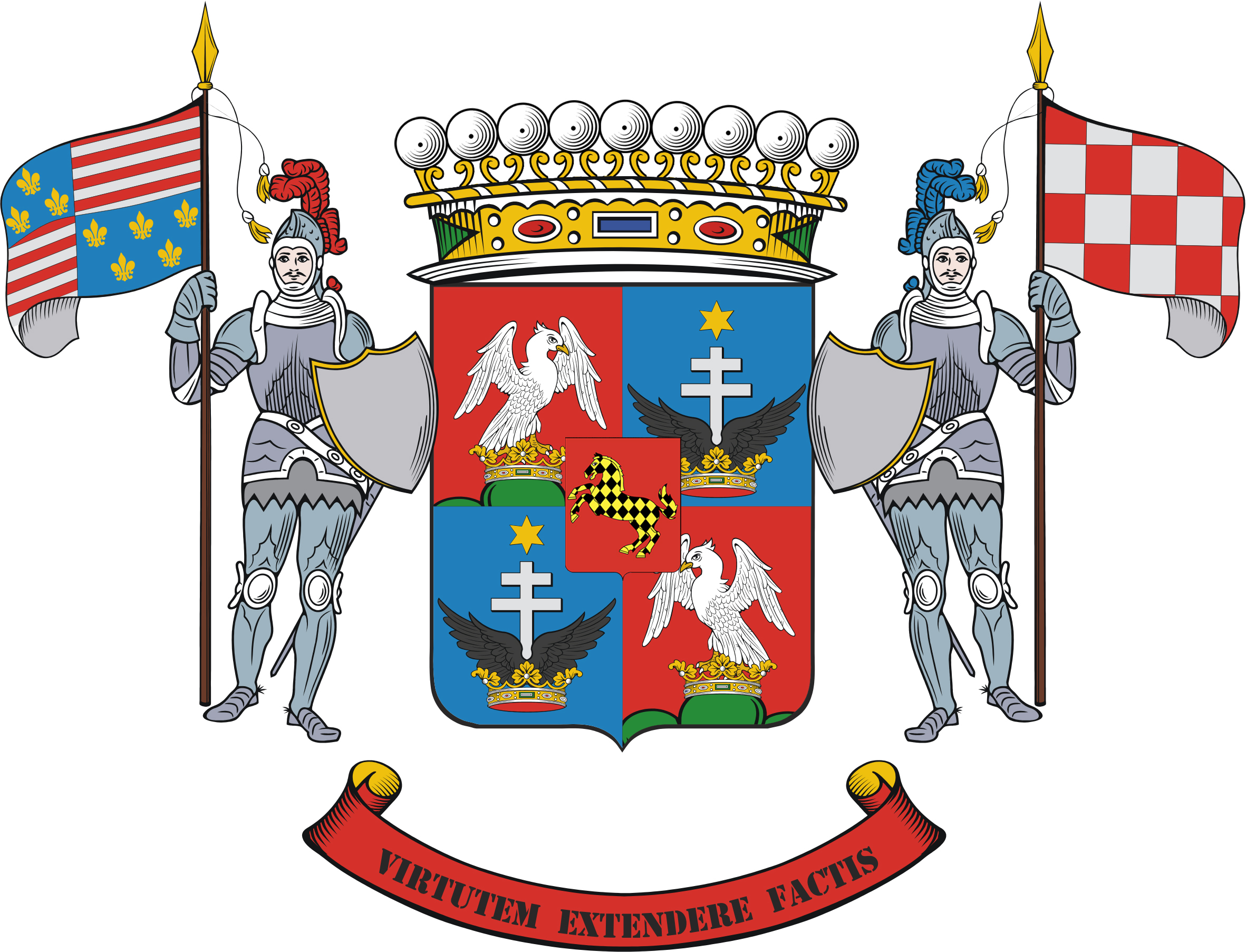
Das Wappen der Grafen Cseszneky de Milvány

Cseszneky de Milvány et Csesznek (ungarisch auch cseszneki és milványi gróf Cseszneky, kroatisch: Česnegić Milvanski) ist der Name eines alten, bedeutenden ungarischen Adelsgeschlechts. Der Ursprung der Familie lässt sich bis in das 13. Jahrhundert zurückverfolgen. Der Name Cseszneky leitet sich von der Burg und Besitzung Csesznek im Bakonywald ab. Immer wieder kämpften die verschiedenen Familienmitglieder der Cseszneky gegen die Türken, vor allem im 16. und 17. Jahrhundert.

## Bedeutende Träger dieses Namens
- Jakab Cseszneky, ungarischer Aristokrat des 13. Jahrhunderts
- György Cseszneky, ungarischer Magnat, Richter am königlichen Hof von Győr, Protestant
- Mihály Cseszneky
- Benedek Cseszneky
- Erzsébet Cseszneky
- Gyula Cseszneky (1914–nach 1970), ungarischer Dichter, Übersetzer, Abenteurer

## Besitzungen

### In Ungarn
- Csesznek (Zeßnegg)
- Pázmándfalu
- Enese
- Rábacsécsény
- Kisbabot
- Dudar
- Bakonynána (Nannau)
- Szentkáta

### In der Slowakei
- Vyškovce nad Ipľom (Ipolyvisk)
- Šamorín – Mliečno (Sommerein – Milchdorf; Somorja – Tejfalu)
- Holice – Malá Budafa (Gelle – Kisbudafa)

### In der Vojvodina
- Subotica (Maria-Theresiopel; Szabadka)